# UT (historieta)
UT es una historieta italiana de ciencia ficción postapocalíptica de la casa Sergio Bonelli Editore, creada por Corrado Roi.
Se trata de una miniserie de 6 números mensuales, editados desde abril a septiembre de 2016.

## Argumento y personajes
UT es una criatura elemental, infantil y feroz, que vive en un mundo postapocalíptico donde la raza humana ha desaparecido, siendo reemplazada por unos humanoides guiados solo por necesidades primitivas. Por orden del entomólogo Decio, UT es encargado de vigilar una mastaba para que nadie entre o salga. Sin embargo, del sepulcro un día sale Iranon, un ser sin recuerdos. Como es diferente de todos los otros, Iranon es temido o venerado, objeto de deseo o de instrumentalización. UT tendrá que acompañarle en un viaje en busca del significado de sus sueños y de las casas generadoras de los seres que monopolizan sus pensamientos.